# Matriz nilpotente
En álgebra lineal, una matriz {\displaystyle N\in M_{n.n}(K)} se dice que es nilpotente si existe {\displaystyle k\in \mathbb {N} } tal que {\displaystyle N^{k}=0\,}. Se llama índice de nilpotencia o se dice que {\displaystyle N} es de índice (o de orden) {\displaystyle k} y se define como {\displaystyle min\{k\in \mathbb {N} /N^{k}=0\}}.

## Teorema
Si {\displaystyle A\,} es una matriz nilpotente, entonces su determinante es cero. Que el determinante sea cero es una condición necesaria para ser una matriz nilpotente, aunque no es una condición suficiente.

### Demostración
Si A es una matriz nilpotente de orden k, se sigue que {\displaystyle A^{k}=0\,}. Por lo tanto, {\displaystyle \det(A^{k})=0\,}. Luego, {\displaystyle \det(A)^{k}=0\,} por lo que {\displaystyle \det(A)=0\,}.
El recíproco no es cierto; por ejemplo, la matriz

{\displaystyle S={\begin{bmatrix}1&1\\1&1\end{bmatrix}}}

 tiene determinante igual a cero, pero no es nilpotente. Una matriz es nilpotente si y sólo si todos sus valores propios son cero.

## Ejemplos
La matriz
{\displaystyle M={\begin{bmatrix}0&1\\0&0\end{bmatrix}}}
es nilpotente, ya que M2 = 0. En términos más generales, cualquier matriz triangular con ceros a lo largo de la diagonal principal es nilpotente. Por ejemplo, la matriz
{\displaystyle N={\begin{bmatrix}0&2&1&6\\0&0&1&2\\0&0&0&3\\0&0&0&0\end{bmatrix}}}
es nilpotente, con
{\displaystyle N^{2}={\begin{bmatrix}0&0&2&7\\0&0&0&3\\0&0&0&0\\0&0&0&0\end{bmatrix}};\ N^{3}={\begin{bmatrix}0&0&0&6\\0&0&0&0\\0&0&0&0\\0&0&0&0\end{bmatrix}};\ N^{4}={\begin{bmatrix}0&0&0&0\\0&0&0&0\\0&0&0&0\\0&0&0&0\end{bmatrix}}.}
Aunque los ejemplos anteriores tienen un gran número de ceros en las entradas, no todas las matrices nilpotentes lo tienen. Por ejemplo, las matrices
{\displaystyle {\begin{bmatrix}6&-9\\4&-6\end{bmatrix}}\qquad {\text{y}}\qquad {\begin{bmatrix}5&-3&2\\15&-9&6\\10&-6&4\end{bmatrix}}}
ambas elevadas al cuadrado son cero, aunque ninguna matriz tiene ceros en las entradas.

## Propiedades adicionales
- Si N es nilpotente, entonces I + N es invertible, donde I es la matriz identidad de orden n (n × n).  El inverso viene dado por:

{\displaystyle (I+N)^{-1}=I-N+N^{2}-N^{3}+\cdots ,}

donde sólo un número finito de términos del desarrollo anterior es diferente de cero.
- Si N es nilpotente, entonces

{\displaystyle \det(I+N)=1,\!\,}

donde I es de nuevo la matriz identidad de orden n. Recíprocamente, si A es una matriz y

{\displaystyle \det(I+tA)=1\!\,}

para todos los valores de t, entonces A es nilpotente.
- Toda matriz singular (con determinante nulo) puede escribirse como producto de matrices nilpotentes.[1]

## Generalizaciones
Un operador lineal T es localmente nilpotente si para todo vector v, existe un k tal que

{\displaystyle T^{k}(v)=0.\!\,}

Para operadores sobre espacios vectoriales de dimensión finita, la nilpotencia local equivale a la nilpotencia convencional.